# Piandera

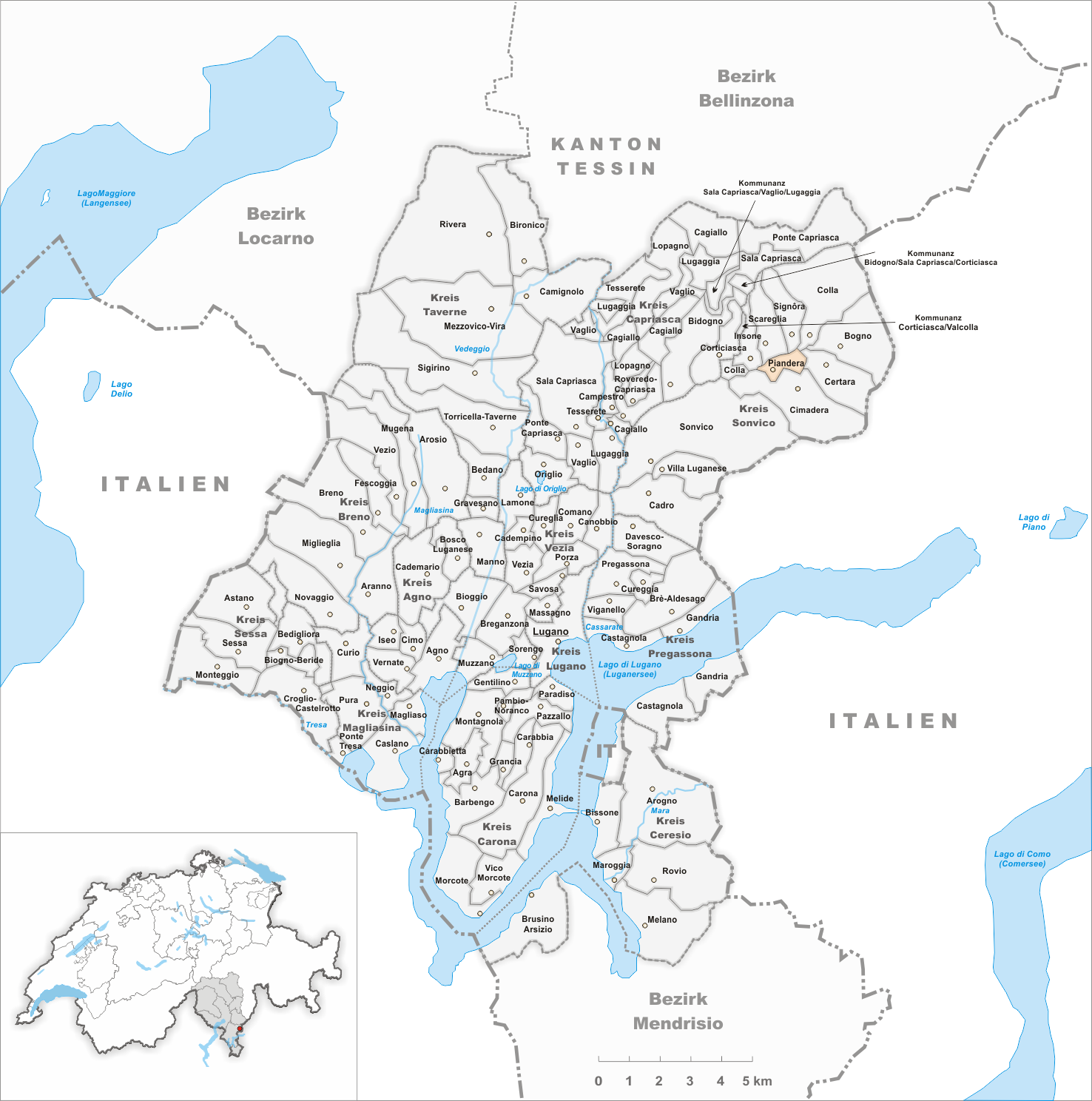
Gemeindestand vor der Fusion von 1956

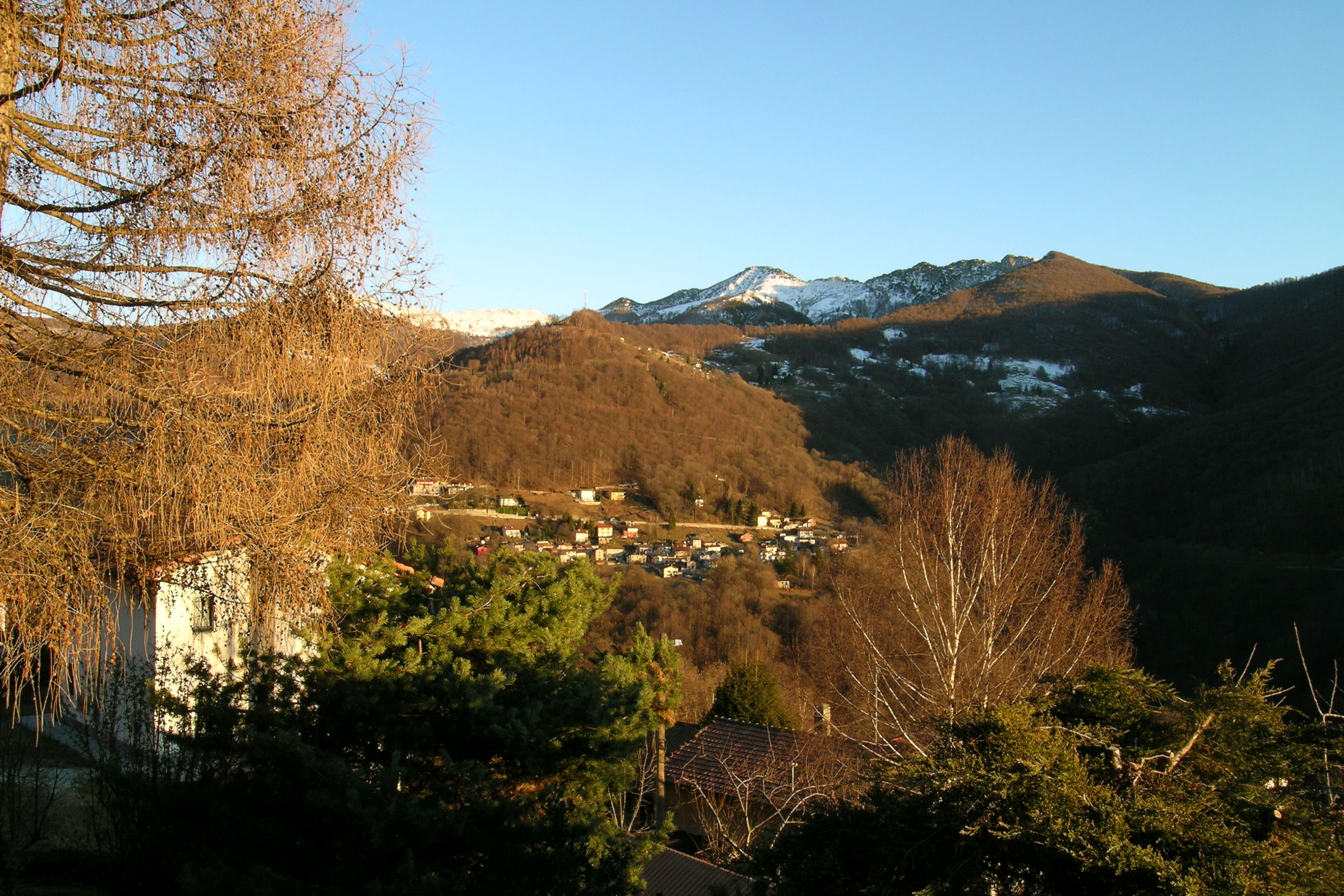
Dorf Piandera

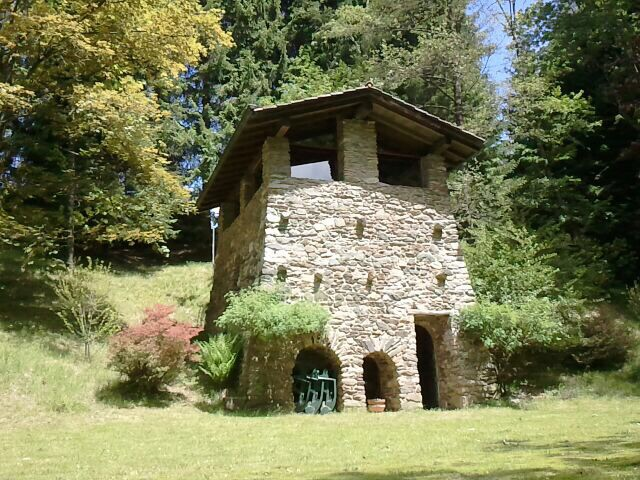
Kalkofen in Piandera

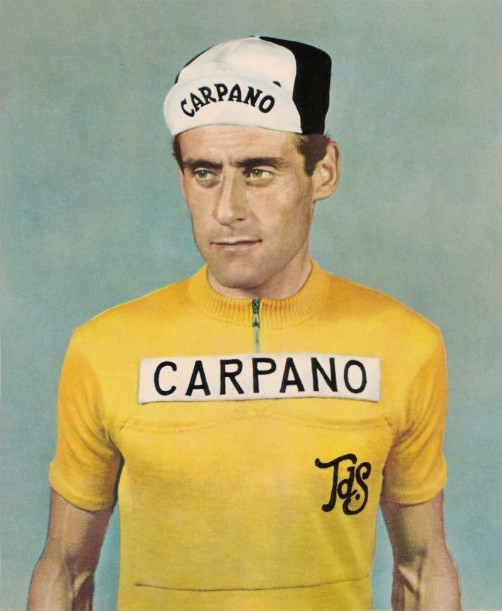
Radrennfahrer Attilio Moresi (1961)

Piandera war bis zum Jahr 1955 eine politische Gemeinde im Bezirk Lugano im Schweizer Kanton Tessin.

## Geographie
Das Dorf liegt auf 880 m ü. M. im oberen Val Colla. Der Pass San Lucio (1541 m ü. M.) führt von hier in die italienische Gemeinde Cavargna.

## Geschichte
Das Dorf wurde früher als Pian d’Era erwähnt. In der 1. Hälfte des 15. Jahrhunderts gehörte Piandera zur vicinìa von Colla, wie es heute noch zur gleichnamigen Kirchgemeinde gehört. Piandera bildete 1686 eine Gemeinde oder genoss wenigstens eine gewisse Selbständigkeit; damals kaufte es sich von der Verpflichtung zum Mitunterhalt der Kathedrale San Lorenzo (Lugano) los. Die vicinìa oder das patriziato (Ortsbürgergemeinde) besteht noch heute.
1956 fusionierte Piandera mit den Gemeinden Colla, Insone, Scareglia und Signôra zur neuen Gemeinde Valcolla.
Im Jahr 2013 fusionierten Bogno, Certara, Cimadera und Valcolla mit der Gemeinde Lugano und bilden jetzt ein Val Colla genanntes Quartier. Piandera bildet aber nach wie vor eine eigenständige Bürgergemeinde.

## Bevölkerung
| Bevölkerungsentwicklung | Bevölkerungsentwicklung | Bevölkerungsentwicklung | Bevölkerungsentwicklung | Bevölkerungsentwicklung |
| ----------------------- | ----------------------- | ----------------------- | ----------------------- | ----------------------- |
| Jahr                    | 1870                    | 1902                    | 1920                    |                         |
| Einwohner               | 150                     | 118                     | 98                      |                         |

## Sehenswürdigkeiten
- Oratorium Santa Maria Maddalena, erbaut 1602, mit Gemälde Pietà e Santi Lorenzo e Maria Maddalena[5]
- Alte Kalkofen für Ziegelproduktion[5]

## Veranstaltungen
- Associazione Pro Piandera[6]
- Amici della Capanna San Lucio[7]

## Persönlichkeiten
- Attilio Moresi genannt Tilo (1937–1993), Radrennfahrer, Sieger der Tour de Suisse 1961 und Schweizer Strassenmeister der Amateure 1955 und der Profis 1963.